# Schleitheimia
Schleitheimia (podle lokality objevu – Schleitheim) byl rod sauropodomorfního dinosaura, žijícího v období svrchního triasu (geologický věk nor, asi před 225 až 210 miliony let) na území dnešního Švýcarska.

## Objev a popis
Fosilie tohoto dinosaura byly objeveny v sedimentech souvrství Klettgau již mezi roky 1952 a 1954 jistým Emilem Schutzem (1916–1974), rodákem z nedaleké vsi Neukirch u Schaffhausenu. V roce 1955 byly darovány Univerzitě v Curychu. Roku 1986 je paleontolog Peter Galton přiřadil ke druhu Plateosaurus engelhardti. Nově objevené fosilie v roce 2016 však ukázaly, že se jednalo o samostatný rod a druh, který byl roku 2020 formálně popsán pod jménem Schleitheimia schutzi (druhové jméno je poctou objeviteli původních fosilií). Holotyp nese označení PIMUZ A/III 50 a jedná se o izolovanou fosilní kost kyčelní. Další fosilie (paratypy) byly objeveny na jiných místech stejné lokality a náležejí stejnému druhu, možná dokonce stejnému jedinci.
Schleitheimia byl zástupce kladu Sauropodiformes, a představoval zřejmě dinosaura blízce příbuzného „pravým“ sauropodům. Mezi blízké příbuzné tohoto sauropodomorfa patřil také druh Tuebingosaurus maierfritzorum z Německa.